# Powell Obinna Obi
Powell Obinna Obi (escritura japonesa: オビ・パウエル・オビンナ (Obi Powell Obinna); Saitama, Saitama, Japón, 18 de diciembre de 1997) es un futbolista japonés que juega como portero en el Vissel Kobe de la J1 League de Japón.

## Clubes
| Club                   | País  | Año       |
| ---------------------- | ----- | --------- |
| Yokohama F. Marinos    | Japón | 2019-2023 |
| Tochigi S. C. (cedido) | Japón | 2020      |
| Tochigi S. C. (cedido) | Japón | 2021      |
| Vissel Kobe            | Japón | 2024-     |

## Palmarés

### Títulos nacionales
| Título             | Club                | País  | Año  |
| ------------------ | ------------------- | ----- | ---- |
| J1 League          | Yokohama F. Marinos | Japón | 2019 |
| J1 League          | Yokohama F. Marinos | Japón | 2022 |
| Supercopa de Japón | Yokohama F. Marinos | Japón | 2023 |
| Copa del Emperador | Vissel Kobe         | Japón | 2024 |
| J1 League          | Vissel Kobe         | Japón | 2024 |